# Olaus (kyrkomålare)
Olaus var en svensk kyrkomålare verksam under senare delen av 1600-talet.
Olaus är en av de kyrkomålare i Västsverige som forskningen hittills inte lyckats skapa full klarhet om. Man vet med säkerhet att han utförde takmålningar i Romelanda kyrka 1673 som senare förstördes under en ombyggnad 1706. Man antar att han var identisk med Olof Joenson som var verksam med målning i Fässbergs kyrka 1681. 